# シュテファン・ルートヴィヒ・ロート

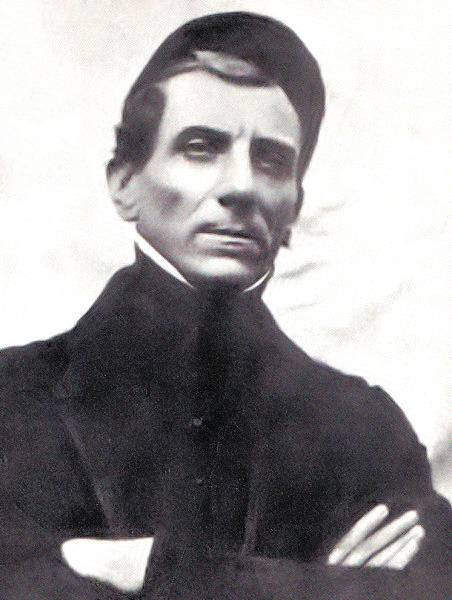
シュテファン・ルートヴィヒ・ロート

シュテファン・ルートヴィヒ・ロート (ドイツ語:Stephan Ludwig Roth　1796年11月24日 - 1849年5月11日)は、トランシルヴァニア・ザクセン人の教育学者、政治家、ルーテル教会の牧師。トランシルヴァニアにおけるルーマニア人の政治的権利獲得を支持し、非ハンガリー人の地位向上を目指したが、ハンガリー人急進派により処刑された。

## 生涯
メディアシュに生まれ、シビウ、テュービンゲン大学で学んだ後、教育学に関心を示したロートは、1818年にスイスのイヴェルドン・レ・バンへ旅してヨハン・ハインリヒ・ペスタロッチを訪ねた。ここでペスタロッチの協力者となり、自らもDer Sprachunterricht（言語学習の活動）を出版して1820年にテュービンゲン大学で哲学の博士号をとった。
トランシルヴァニアに帰国したロートは、1831年からメディアシュ・ギムナジウムの学長の任を父から引き継ぎ、1837年からは牧師ともなった。
この頃のトランシルヴァニアでは、ドイツ系のトランシルヴァニア・ザクセン人やルーマニア人などの間での民族問題が表面化していた。1841年に行われた討論会で、ロートはルーマニア語をトランシルヴァニア地方の公用語とする論に賛同した。実際のこの地域におけるルーマニア語の優勢を取り上げた彼の考えは、1842年に出版したDer Sprachkampf in Siebenbürgenで一般に知られることとなった。1848年革命期には、ロートは持論をハンガリー語、ドイツ語、ルーマニア語で同時に出版し続けた。一方でロートはルーマニア人を中心としたより分け入った同化政策には反対しており、トランシルヴァニア・ザクセン人の独自性を保つために外から新たなドイツ人移民を募ることを提案している。
また当時のトランシルヴァニアはハンガリー王国の版図であったが、ロートはトランシルヴァニアとハンガリーの連携を拒絶しザクセン人（ドイツ人）とルーマニア人の協同を重視していたためハンガリー人から反感を買っていた。
1848年10月にハンガリー革命が勃発すると、ロートは「シビウ調停委員会」の一員となり、11月にはTârnava-Mare (Nagy-Küküllő, Große Kokel)のザクセン人の村の責任者となった。委員会は事実上の独立トランシルヴァニア政府の様相を呈し、ロートはその指導者と目された。
しかし1849年1月になるとハンガリー軍の勝利は決定的となり、トランシルヴァニア政府は3か月ほどで解体した。ロートは故郷のメディアスへ引退し、ハンガリー軍を率いていたユゼフ・ベムは委員会要人への恩赦を求めたが、ロートはハンガリー人急進派によってクルジュ＝ナポカへ連行され、軍法会議にかけられ直ちに処刑された。